# Dantu-Stätte
Die Dantu-Stätte (chinesisch 丹土遗址,  Dāntǔ yízhǐ, englisch Dantu Site) ist eine spätneolithische Fundstätte im Dorf Dantu der Großgemeinde Chaihe des Kreises Wulian der ostchinesischen Provinz Shandong. Sie wird auf ein Alter von etwa 4.800 Jahre datiert.
Die Stätte wurde 1934 von Wang Xiantang 王献唐 (1896–1960) entdeckt. Es wurden über 200 Steingeräte, Töpfereierzeugnisse, Jade- und Knochenartefakte ausgegraben, die Funde gehören der spätneolithischen Dawenkou-Kultur und der Longshan-Kultur an.
Die Dantu-Stätte (Dantu yizhi) steht seit 1996 auf der Liste der Denkmäler der Volksrepublik China (4-11).